# Alice Duer Miller
Pour les articles homonymes, voir Miller.
Alice Duer Miller (née Alice Duer le 28 juillet 1874 et morte le 22 août 1942) est une poétesse, romancière, actrice et scénariste américaine. Elle est principalement connue pour ses prises  de position en faveur du droit de vote des femmes.

## Biographie

### Jeunesse
Alice Duer naît dans une famille new-yorkaise aisée en juillet 1874. Elle est la fille de James Gore King Duer et d’Elizabeth Wilson Meads. Avec ses deux sœurs plus âgées, Caroline King et Eleanor Theodora, elle grandit à Weekhawken, dans le New Jersey.
En 1896, elle entre au Barnard College, d’où elle sort diplômée en mathématiques en 1899 ; pendant ses études, elle commence à écrire pour divers journaux, et publie son premier recueil, Poems, avec sa sœur Caroline, en 1896. Alice Duer épouse en 1899 Henry Wise Miller, et part avec lui au Costa Rica. Leur premier et seul enfant, Denning Duer Miller, naît en 1901 ; elle écrit son premier roman, The Modern Obstacle, publié en 1903. Après leur retour aux États-Unis, Duer Miller travaille comme enseignante, tout en écrivant Caldron's Prisoner, sorti en 1904.

### Carrière
Alice Duer Miller se consacre ensuite pleinement à l’écriture, notamment par le biais de sa rubrique Are Women People? paraissant tous les dimanches dans l’édition spéciale du New York Tribune entre 1914 et 1917. En 1915, le feuilleton Come Out of the Kitchen paraît dans le Harper's Bazar et connaît immédiatement un certain succès ; il sera ensuite adapté en pièce pour Broadway, puis en film.
Elle publie ensuite environ un roman par an, dont les mieux accueillis sont The Charm School (1919) et Gowns by Roberta (1933). En parallèle, elle est engagée en 1918 pour rédiger des discours pour Woodrow Wilson (alors président des États-Unis), travaille comme scénariste pour le cinéma et apparaît même dans un film, Soak the Rich, en 1935.
Elle meurt à New York d’un cancer le 22 août 1942 après six mois de maladie, et est enterrée à Morristown.

## Style
La plupart de ses romans sont des histoires d’amour romantiques, ce qui lui attire quelques détracteurs, jugeant ses écrits peu littéraires ou trop frivoles.
Ses poèmes et ses rubriques sont plus piquantes et satiriques ; les pièces de Are Women People? sont parues entre 1914 et 1917, alors que le suffrage des femmes était débattu dans l’État de New York. Duer Miller parodie alors les points de vue des opposants au droit de vote des femmes, dont Thomas Riley Marshall. Sa chronique la plus connue est Why We Oppose Votes for Men.

## Œuvres littéraires
- Poems (1896)
- Modern Obstacle (1903)
- The Blue Arch (1910)
- Things (1914)
- Are Women People? (1915)
- Come Out of the Kitchen (1916)
- Women Are People! (1917)
- Ladies Must Live (1917)
- The Happiest Time of Their Lives (1918)
- Wings in the Night (1918)
- The Charm School (1919)
- The Beauty and the Bolshevist (1920)
- Manslaughter (1921)
- Priceless Pearl (1924)
- The Reluctant Duchess (1925)
- The Springboard (1928)
- Welcome Home (1928)
- Forsaking All Others (1931)
- Gowns by Roberta (1933)
- Come Out of the Pantry (1934)
- The Rising Star (1935)
- And One Was Beautiful (1937)
- The White Cliffs (1940)

## Distinctions
- Médaille de l’université Columbia (1933)[2]
- Docteur honoris causa de littérature de l’université Columbia (1942)[2]